# چمیز
چمیز (به انگلیسی: chamise) (نام علمی:Adenostoma fasciculatum) گیاهی گلدار است که زیستگاه اصلی آن ایالت‌های اورگن، نوادا، کالیفرنیا در ایالات متحده و همچنین شمال باخا کالیفرنیا در مکزیک می‌باشد. این درختچه یکی از فراوان‌ترین گیاهان زیست‌بوم بیشه‌زارهای کالیفرنیا است.